# Caspar Hughes
Caspar Dennis Shankly Hughes (sinh ngày 9 tháng 6 năm 1993) là một cầu thủ bóng đá người Anh. Anh thi đấu ở vị trí tiền vệ cho Nantwich Town và bắt đầu sự nghiệp tại Crewe Alexandra.

## Sự nghiệp
Hughes sinh ra ở Crewe, Cheshire. Anh có màn ra mắt cho Crewe Alexandra ở Football League Two trước Stockport County trên Sân vận động Alexandra ngày 30 tháng 4 năm 2011, kết thúc với phần thắng 2-0 dành cho Crewe. Anh vào sân từ ghế dự bị thay cho Ashley Westwood. Hughes gia nhập Chasetown ở Northern Premier League với hợp đồng cho mượn ngắn hạn ngày 6 tháng 1 năm 2012, và gia nhập kình địch Nantwich Town với hợp đồng cho mượn một tháng vào ngày 2 tháng 3. Anh bị giải phóng hợp đồng bởi Crewe cuối mùa giải 2011-12, sau đó về lại Nantwich Town với bản hợp đồng vĩnh viễn.
Anh khởi đầu mùa giải 2013-2014 với A.F.C. Fylde, đội bóng vừa thăng hạng từ Northern Evostik Premiership. Câu lạc bộ thi đấu ở Conference North các mùa giải 2014-2015 và 2015-2016 nơi Hughes thi đấu ở vị trí hậu vệ phải.
Hughes sau đó về lại Nantwich, và bị Fylde đánh bại ở vòng Một Cúp FA vào tháng 11 năm 2019.

## Câu lạc bộ
Tính đến trận đấu diễn ra ngày 12 tháng 11 năm 2011.
| Câu lạc bộ          | Mùa giải            | Giải quốc nội | Giải quốc nội | Cúp FA  | Cúp FA    | League Cup | League Cup | Khác    | Khác      | Tổng    | Tổng      |
| Câu lạc bộ          | Mùa giải            | Số trận       | Bàn thắng     | Số trận | Bàn thắng | Số trận    | Bàn thắng  | Số trận | Bàn thắng | Số trận | Bàn thắng |
| ------------------- | ------------------- | ------------- | ------------- | ------- | --------- | ---------- | ---------- | ------- | --------- | ------- | --------- |
| Crewe Alexandra     | 2010-11             | 1             | 0             | 0       | 0         | 0          | 0          | 0       | 0         | 1       | 0         |
| Crewe Alexandra     | 2011-12             | 8             | 0             | 1       | 0         | 0          | 0          | 2       | 0         | 7       | 0         |
| Tổng cộng sự nghiệp | Tổng cộng sự nghiệp | 12            | 0             |         | 0         | 0          | 0          | 2       | 0         | 8       | 0         |

1. ↑  Bao gồm số lần ra sân ở Football League Trophy.